# Wachseldorn
Wachseldorn (tot 1805 officieel in het Duits Wachseldorn-Gützenschwendi) is een gemeente en plaats in het Zwitserse kanton Bern, en maakt deel uit van het district Thun.
Wachseldorn telt 237 inwoners.

## Geboren in Wachseldorn
- Johannes Itten (Südern-Linden,1888-1967), kunstschilder, ontwerper en docent (Bauhaus)